# Eden Games
Eden Games (произн. «иде́н геймс»; до 2003 года называлась Eden Studios) — компания, которая специализируется на разработке компьютерных игр; являлась дочерним предприятием Atari, SA; закрыта в 2013 году, однако позднее возобновила работу.
К наиболее известным разработкам Eden Games относятся автомобильные симуляторы Test Drive Unlimited (2007 год) и Test Drive Unlimited 2 (2011), а также раллийные симуляторы V-Rally и экшен  Alone in the Dark 2008 года.

## История компании
Компания была открыта как частное предприятие в 1998 году под названием Eden Studios в городе Лион, Франция. Основатели компании — Стефа́н Боде́, Фредери́к Жэ и Дави́д Нада́ль.
В 2003 году компания стала дочерним предприятием Atari, SA (данный холдинг включает в себя также фирмы Cryptic Studios и Atari Interactive).
В 2013 году была закрыта. Массовые увольнения начались еще в 2012 году, что связано с разорением основной компании — Atari, и невыполнением плана по продажам Test Drive Unlimited 2.
В конце июля того же года появились сведения о возобновлении работы; на официальном сайте была опубликована новость: «Eden Games will soon restart, stay tuned» (рус. «Eden Games скоро снова начнет работу, оставайтесь с нами»).
В 2014 году по желанию бывших сотрудников и при финансовой поддержке ID Invest и Monster Capital, компания Eden Games возобновила работу; на официальном сайте появились вакансии 3D-дизайна и программиста облачных вычислений («Online Cloud»), для «разработки игры о спортивных автомобилях».
В 2016 году выпущена первая после перерыва игра — Gear.Club (для мобильных устройств с системой iOS).

## Игры, разработанные Eden Games
| Дата релиза | Название                                  | Платформа                                                      |
| ----------- | ----------------------------------------- | -------------------------------------------------------------- |
| 1997        | V-Rally                                   | PC, PlayStation, Nintendo 64                                   |
| 1999        | V-Rally 2                                 | PC, PlayStation, Dreamcast                                     |
| 2000        | Need for Speed: Porsche Unleashed         | PlayStation                                                    |
| 2002        | V-Rally 3                                 | PC, PlayStation 2, Xbox, Game Boy Advance, GameCube            |
| 2003        | Kya: Dark Lineage                         | PC, PlayStation 2                                              |
| 2004        | Titeuf: Mega Compet                       | PC, PlayStation 2                                              |
| 2006        | Test Drive Unlimited                      | PC, PlayStation 2, Xbox 360                                    |
| 2008        | Alone in the Dark                         | PC, PlayStation 3, Xbox 360                                    |
| 2011        | Test Drive Unlimited 2                    | PC, PlayStation 3, Xbox 360                                    |
| 2015        | GT Spirit                                 | Apple TV                                                       |
| 2016        | Gear.Club                                 | iOS, Android                                                   |
| 2017        | Gear.Club Unlimited                       | Nintendo Switch                                                |
| 2018        | Gear.Club Unlimited 2                     | Nintendo Switch                                                |
| 2018        | F1 Mobile Racing                          | iOS, Android                                                   |
| 2019        | Gear.Club Unlimited 2: Porsche Edition    | Nintendo Switch                                                |
| 2020        | Gear.Club Unlimited 2: Tracks Edition     | Nintendo Switch                                                |
| 2021        | Gear.Club Unlimited 2: Definitive Edition | Nintendo Switch                                                |
| 2021        | Gear.Club Unlimited 2: Ultimate Edition   | PlayStation 4, Xbox One, PlayStation 5, Xbox Series X/S, Steam |
| 2022        | Gear.Club Stradale                        | Apple Arcade                                                   |
| 2022        | Smurfs Kart                               | Nintendo Switch                                                |

## Игровые движки, разработанные Eden Games
Компания использовала игровые движки собственной разработки. В первой Test Drive Unlimited был задействован игровой движок, названный Twilight. В Alone in the Dark использовалась его вторая, улучшенная версия. Данный движок был задействован и в Test Drive Unlimited 2, предпоследней игре студии.